# Punsalmaagiin Otschirbat

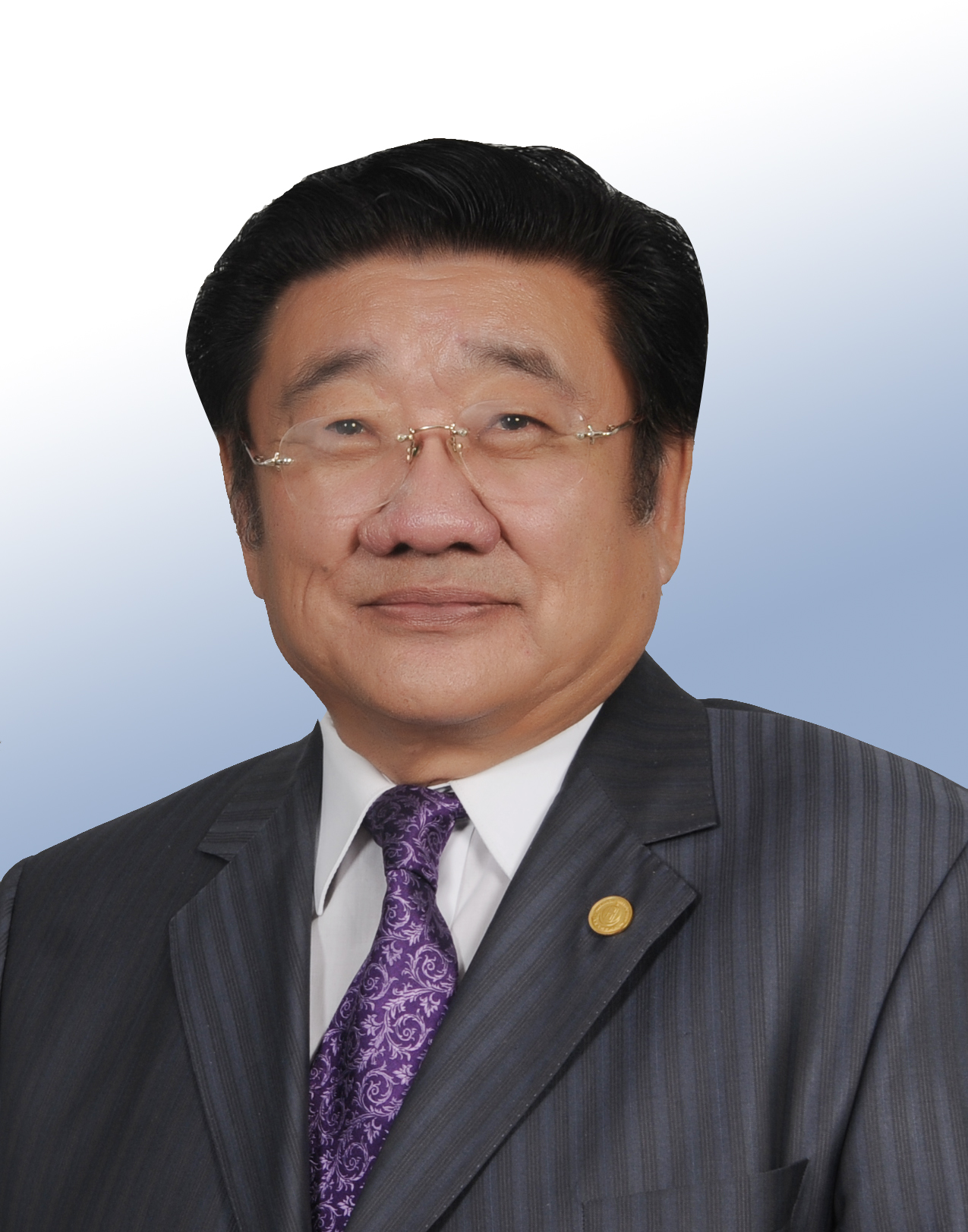
Punsalmaagiin Otschirbat (2011)

Punsalmaagiin Otschirbat (mongolisch Пунсалмаагийн Очирбат; englisch Punsalmaagiin Ochirbat; * 23. Januar 1942 im Dsawchan-Aimag; † 17. Januar 2025 in Ulan-Bator) war ein mongolischer Politiker. Er war der erste durch direkte Volkswahl bestimmte Staatspräsident der Mongolei und hielt einen Sitz im mongolischen Verfassungsgericht.

## Karriere
Otschirbat war der Sohn einer Familie von Viehzüchternomaden (Araten) und absolvierte nach der Schule von 1960 bis 1965 ein Studium zum Bergbauingenieur an der Bergbauhochschule Leningrad in der Sowjetunion. 1975 wurde er zum Kandidaten der technischen Wissenschaften (Doktor) promoviert.
Otschirbat arbeitete 1965 bis 1967 als Spezialist im Industrieministerium und war von 1967 bis 1972 Chefingenieur im Kohlebergwerk Scharyn Gol. Danach war er von 1972 bis 1976 stellvertretender Minister im Ministerium für Brennstoffe, Energiewirtschaft und Geologie und dann von 1976 bis 1985 Minister für Brennstoffe und Energie.
1985 bis 1987 war Otschirbat Vorsitzender des Staatskomitees für Außenwirtschaftsbeziehungen der Mongolischen Volksrepublik (später Komitee für Außenwirtschaftsbeziehungen und -lieferungen). Von 1987 bis 1990 war er Minister für Außenwirtschaftsbeziehungen und Versorgung.

## Politik
Zunächst war Otschirbat Mitglied der Mongolischen Revolutionären Volkspartei (MRVP). Im März 1990, nach der demokratischen Wende in der Mongolei, wurde er zum Vorsitzenden des Präsidiums des Großen Staats-Churals gewählt, und übte diese Funktion bis zu seinem Amtsantritt als Staatspräsident im September 1990 aus. In dieser Position gewann er durch Vermittlung bei Konfrontationen Unterstützung in unterschiedlichen politischen Lagern für den Präsidentenwahlkampf. Am 3. September 1990 trat er das Amt des Staatspräsidenten der Mongolischen Volksrepublik,  ab Februar 1992 Präsident der Mongolei, an. Im Wahlkampf von 1993 stellte die MRVP den Schriftsteller Lodongiin Tüdew als Gegenkandidaten auf. Otschirbat wurde von der Oppositionskoalition aus Nationaldemokratischer Partei und Sozialdemokratischer Partei nominiert und gewann mit 57,8 % der Stimmen. Bei der Wahl von 1997 verlor er dann gegen Natsagiin Bagabandi.
Nach seinem Ausscheiden aus dem Amt zog Otschirbat sich aus der Politik zurück und gründete als Vorstandsvorsitzender die gemeinnützige, nichtstaatliche Ochirbat-Stiftung, die sich in den Bereichen Armutsbekämpfung sowie Umwelt- und Bildungsprogramme engagiert. Im Jahr 2000 wurde er Direktor des Zentrums für Ökologie und nachhaltige Entwicklung an der University of Science and Technology. Im Jahr 2000 wurde er Direktor des Zentrums für Ökologie und nachhaltige Entwicklung an der Mongolischen Staatlichen Universität für Wissenschaft und Technologie. Er war Mitglied der Mongolischen Akademie der Wissenschaften, ein führendes Mitglied der Akademie und Mitglied des Verwaltungsrats des Bergbaus.
Im Jahr 2005 wurde Otschirbat zum Mitglied des Verfassungsgerichts der Mongolei ernannt und 2010 erneut in dieses Amt berufen.

## Tod
Im Januar 2025 starb Punsalmaagiin Otschirbat kurz vor seinem 83. Geburtstag in Ulan-Bator.